# Gircourt-lès-Viéville
Gircourt-lès-Viéville là một xã, nằm ở tỉnh Vosges trong vùng Grand Est của Pháp. Xã này có diện tích 8,44 kilômét vuông, dân số năm 1999 là 171 người. Xã này nằm ở khu vực có độ cao trung bình 335 m trên mực nước biển.

## Biến động dân số
| 1962                                         | 1968 | 1975 | 1982 | 1990 | 1999 |
| -------------------------------------------- | ---- | ---- | ---- | ---- | ---- |
| 135                                          | 164  | 147  | 154  | 161  | 171  |
| Số liệu từ năm 1962: Dân số không tính trùng |      |      |      |      |      |